# Дом масонов
Дом масонов (Дом Ключинского) — историческое здание начала XIX века в Минске, памятник архитектуры (номер 712Г000142). Расположен по адресу: Музыкальный переулок, дом 5.

## История
До конца XVIII столетия вся застройка Бернардинского переулка была деревянной. Проект нового каменного дома, сделанный для хозяина участка, дворянина Траяна Ключинского, был утверждён в 1810 году. Автором, вероятно, был губернский архитектор Михаил Чаховский. Распространена версия, что дом использовался для собраний масонов в начале XIX века (возможно, ложи «Красный факел», существовавшей в 1816—1822 годах), что дало ему название, однако её документальных подтверждений нет. Возможно, основания для такой версии дало изображение дома на планах в виде масонского креста. В доме некоторое время прожил с семьей художник Чеслав Монюшко, отец композитора Станислава Монюшко. В 1835 году дочь Ключинского продала дом Францу и Элеоноре Зимницким, с 1870 года им владел их сын Константин. В конце XIX века дом перешёл к дворянину Викентию Недвецкому, его вдова владела им до национализации в 1920 году. Дом не перестраивался, использовался под жилые квартиры, в том числе в конце XX века. Сейчас в доме размещается Государственный музей истории театральной и музыкальной культуры.

## Архитектура
Здание построено в стиле классицизма. Дом каменный, трёхэтажный, прямоугольный в плане, под вальмовой крышей. Композиция здания симметричная. Фасады дома с трёх сторон снабжены неглубокими ризалитами, которые венчают треугольные фронтоны, в тимпанах которых — полукруглые окна. Первый этаж отделён тягами сложного профиля и поясом сухариков. Оконные проёмы второго этажа украшены наличниками с замковыми камнями и треугольными сандриками. В простенках между окнами второго этажа над главным входом — небольшие колонны дорического ордера. Внутренняя планировка дома асимметричная, анфиладная.